# MDPI
MDPI (Multidisciplinary Digital Publishing Institute) je vydavatelem vědeckých časopisů s otevřeným přístupem. K srpnu 2024 vydávalo více než 440 recenzovaných časopisů.
MDPI patří mezi největší vydavatele na světě, pokud jde o počet článků v časopisech, a je největším vydavatelem vůbec z hlediska počtu článků s otevřeným přístupem.
MDPI založil Shu-Kun Lin jako archiv chemických vzorků. Mezi lety 2016 a 2020 výrazně vzrostl počet recenzovaných článků publikovaných MDPI, meziroční nárůst v letech 2017, 2018 a 2019 byl o více než 50 %. Jedním z důvodů je velmi krátká doba zpracování článků od přijetí do vydání. V přehledu 26 „megažurnálů“ s otevřeným přístupem, které v roce 2022 publikovaly více než 3 500 článků, bylo 11 (42 %) časopisů z MDPI. Kromě vlastních časopisů získalo MDPI časopisy od jiných vydavatelů, například Tomography od Grapho Publications v roce 2021, nebo Nursing Reports a Audiology Research od PagePress Publications v roce 2020.
K lednu 2024 MDPI vydávalo 433 akademických časopisů, včetně 92 časopisů indexovaných v rámci Science Citation Index Expanded, 7 indexovaných v rámci Social Sciences Citation Index 138 uvedených ve SciFinder a 270 ve Scopus. Jejich časopisy jsou zahrnuty v DOAJ. MDPI také vydává knihy s otevřeným přístupem indexované v DOAB, OAPEN a BCI. Je členem Open Access Scholarly Publishers Association (OASPA), Výboru pro etiku publikací (COPE), Mezinárodní asociace vědeckých, technických a lékařských vydavatelů (STM) a zúčastněný vydavatel a podporovatel Iniciativy pro otevřené citace (I4OC).
Obchodní model MDPI je založen na zakládání časopisů s širokým oborem, s krátkými dobami zpracování od předložení k publikaci, s otevřeným přístupem k článkům, přičemž poplatky za zpracování článků platí autoři, jejich instituce nebo financující subjekty. Obchodní praktiky MDPI vyvolaly kontroverze s kritikou, že obětuje redakční a akademickou přísnost ve prospěch provozní rychlosti a obchodních zájmů. MDPI bylo v roce 2014 zahrnuto na seznam predátorských vydavatelských společností s otevřeným přístupem Jeffreyho Bealla. V roce 2015 však bylo ze seznamu odstraněno po úspěšném odvolání spojeném s nátlakem na Beallova zaměstnavatele. Některé časopisy vydávané MDPI byly označeny Čínskou akademií věd a norským vědeckým indexem pro nedostatek přísnosti a možné predátorské praktiky.

## Hodnocení a kontroverze
V roce 2013 byl časopis Cancers z portfolia MDPI jedním z cílů akce „Kdo se bojí Peer Review?“, v té době falešný článek odmítl. Kritici však poukazují na vývoj v pozdější době, kdy poté, co časopis dosáhl vysokého impakt faktoru, se prudce zvýšil počet publikovaných článků a v souvislosti s tím poklesla jejich kvalita.
MDPI bylo v únoru 2014 zařazeno na seznam predátorských vydavatelských společností Jeffreyho Bealla, protože podle jeho názoru časopisy obsahovaly stovky povrchně recenzovaných článků, MDPI používalo e-mailový spam ke získání rukopisů a v redakčních radách uvádělo osoby včetně laureátů Nobelovy ceny bez jejich vědomí. MDPI se podle svého vyjádření pokusilo tato tvrzení vyvrátit a následně podalo úspěšné odvolání. Seznam byl zcela zrušen v roce 2017 na nátlak vydavatelů. Důvodem pro zařazení do seznamu mohla být i netransparentnost a zavádějící údaje, například oficiální sídlo ve Švýcarsku, zatímco firma v podstatě sídlí v Číně.
V návaznosti na Beallovu kritiku provedla organizace Open Access Scholarly Publishers Association (OASPA) v dubnu 2014 vyšetřování, jehož závěr byl, že MDPI uspokojivě splňuje kritéria členství v OASPA.

### Rezignace redaktorů
Desítka vedoucích redaktorů (včetně šéfredaktora) časopisu Nutrients rezignovala v srpnu 2018 na protest proti tlaku na „přijímání rukopisů podprůměrné kvality a významnosti." 
Potenciální hostující redaktoři zvláštního vydání v International Journal of Environmental Research and Health rezignovali v červnu 2020 poté, co byli upozorněni, že kvóta výjimek z poplatků za publikaci může být poskytnuta pouze vědcům z vyspělých zemí.
Pět členů redakční rady časopisu Vaccines odstoupilo v roce 2021 poté, co Vaccines zveřejnilo kontroverzní článek, v němž autoři zmanipulovali data, aby dospěli k chybnému závěru, že vakcíny proti COVID-19 nemají jasný přínos.

### Ztráta důvěry
Přírodovědecká fakulta Jihočeské univerzity v Českých Budějovicích v prosinci 2021 oficiálně doporučila nepublikovat v časopisech MDPI ani pro tyto časopisy nerecenzovat, upozornila zároveň, že publikace v časopisech MDPI nemusí být brány v úvahu při hodnocení zaměstnanců a útvarů a zastavila finanční podporu pro publikování v těchto časopisech. Podobně se vyjádřila v lednu 2023, čínská univerzita Zhejiang Gongshang University (浙江工商大学) v Hangzhou.
Již v prosinci 2020 zveřejnila Čínská akademie věd seznam časopisů, které mohou trpět problémy s vědeckou kvalitou a dalšími rizikovými charakteristikami. Ze 65 časopisů v seznamu patřilo 22 pod MDPI. Seznam byl aktualizován v prosinci 2021, ze 41 časopisů jich sedm patřilo pod MDPI.
Průzkum mezi maďarskými vědci v roce 2022 ukázal, že časopisy MDPI jsou těmito vědci obecně považovány za dostatečně prestižní, protože jsou indexovány a mají přiměřený impakt faktor. Hlavní motivací však bylo rychlé zveřejnění článků.
Ve Finsku a Dánsku většina časopisů MDPI nesplňuje kritéria pro zařazení do seznamu kvalitních a významných časopisů. Norský vědecký index zavedl v roce 2021 nové označení „level X“ pro pochybné a potenciálně predátorské časopisy, jmenovitě s poukazem na časopisy MDPI.
Předseda Národního publikačního výboru Norska a řada norských vědců jsou k MDPI vysoce kritičtí a někteří lobbovali za úplné odstranění MDPI z norského vědeckého indexu.

### V Česku
Postoj českých vysokých škol a dalších odborných institucí není jednotný:
- Přírodovědecká fakulta Jihočeské univerzity v Českých Budějovicích vydala v prosinci 2021 doporučení nepublikovat a nerecenzovat u MDPI, zastavila finanční podporu pro publikování v jejich časopisech a pravděpodobně nebude zahrnovat takové publikace v hodnocení zaměstnanců.[42]
- 2. lékařská fakulta Univerzity Karlovy nejdříve v srpnu 2021 upozornila na v podstatě predátorské praktiky, které hrozí snížením kvality časopisů MDPI a v nich publikovaných článků;[32][37] následně v lednu 2023 zveřejnila článek, v němž jsou autorům vysvětlena rizika, která mohou pro jejich kredibilitu vyplynout z (nadměrného) publikování v predátorských časopisech obecně (tj. nejen MDPI).[33]
- Vysoká škola báňská – Technická univerzita Ostrava v dubnu 2021 analyzovala publikační činnost v časopisech MDPI došla k závěru, že publikování v těchto časopisech je přijatelné, mimo jiné s odvoláním na obdobný trend na VUT v Brně.[48]
- Naopak Slovenská ekonomická spoločnosť upozornila na řadu kontroverzí[pozn. 2] a vyzvala proto své členy, aby důkladně zvážili, zda budou u tohoto vydavatele publikovat.[49]
- Vysoké učení technické v Brně v prosinci 2023 upravilo podmínky Fondu Open Access, z něhož jsou hrazeny poplatky za publikování v open access časopisech, možnost podpořit publikace v časopisech MDPI byla zrušena.[50]